# Karol Fiałkowski
Karol Fiałkowski (ur. 12 lipca 1897 w Warszawie, zm. 31 lipca 1925 tamże) – porucznik pilot Wojska Polskiego, polski pilot doświadczalny, pionier polskiego agrolotnictwa.

## Życiorys
Syn Józefa i Wandy z Kunklów. W Warszawie ukończył Gimnazjum Konopczyńskiego, kontynuował naukę w kolegium przyrodniczo-technicznym w Szwajcarii. Po jego ukończeniu powrócił do Warszawy i rozpoczął naukę w Szkole Wawelberga i Rotwanda. W tej szkole założył kółko lotnicze i wziął udział w I Kursie Lotniczym Polskiego Towarzystwa Żeglugi Napowietrznej. Był zaangażowany w przebieg szkolenia, należał do zarządu kursowych warsztatów szkolnych, ostatecznie nie podszedł do końcowego egzaminu kursu.
Po odzyskaniu niepodległości w 1918 roku wstąpił do Szkoły Podchorążych Piechoty, którą ukończył w czerwcu 1919 roku. Otrzymał przydział do I. lotniczego batalionu uzupełnień w Warszawie. Następnie od lutego 1920 roku do maja 1921 roku szkolił się w Wyższej Szkole Pilotów w Grudziądzu. W sierpniu otrzymał dyplom pilota i pozostał w szkole jako instruktor pilotażu.
W późniejszym okresie został przeniesiony do 1. pułku lotniczego w Warszawie. Służył w 3. dywizjonie myśliwskim jako pilot 7. eskadry myśliwskiej a następnie 18. eskadry wywiadowczej. Jako utalentowany pilot został przydzielony w 1923 roku do Centralnych Zakładów Lotniczych. Został wysłany do Francji celem odbycia praktyki w tamtejszych zakładach lotniczych. Po jej ukończeniu powrócił do CZL na stanowisko oficera kontroli warsztatów. W zakresie jego obowiązków było oblatywanie nowy konstrukcji oraz samolotów, które przeszły remont. 
W grudniu 1924 roku z por. pil. Kazimierzem Kaliną oblatał pierwszy egzemplarz seryjny (o numerze fabrycznym 30.2) samolotu szkolnego Hanriot H.28. W późniejszym czasie oblatywał kolejne egzemplarze tego samolotu.
Pomimo wielu obowiązków znajdował czas na działalność społeczną i popularyzatorską. Współpracował z Ligą Obrony Powietrznej Państwa i Lotniczym Związkiem Młodzieży. Był redaktorem „Młodego Lotnika” i członkiem Związku Lotników Polskich. Publikował artykuły o tematyce modelarskiej: Opis modelu konstrukcyjnego płatowca pościgowego typu Fokker DXI, Modele latające i Jak obchodzić się z gumą do modeli latających?.
Był też jednym z pierwszych polskich agrolotników. 13 lipca 1925 roku z samolotu Breguet 14 w rejonie Mścina zrzucał środki chemiczne mające zwalczyć plagę brudnicy mniszki.
31 lipca 1925 roku na samolocie Breguet 14 (nr 10. 72) z czeskim technikiem spadochronowym Antonim Heidlerem wykonywał pokazowy lot na rzecz Ligi Obrony Powietrznej Państwa. Podczas lotu miał nastąpić zrzut angielskiego spadochronu lotniczego Guardian Angel z balastem. Otwarcie spadochronu nastąpiło przedwcześnie, czasza i linki oplątały stery. Samolot wpadł w korkociąg i rozbił się na dziedzińcu Wojskowego Szpitala Okręgowego nr 1. Obaj lotnicy zginęli na miejscu. 
Został pochowany na cmentarzu Powązkowskim w Warszawie (kwatera IV-5-15,16).